# Мокре (Замойський повіт)
Мокре (пол. Mokre) — село в Польщі, у гміні Замостя Замойського повіту Люблінського воєводства. Населення — 999 осіб (2011).

## Історія
За даними етнографічної експедиції 1869—1870 років під керівництвом Павла Чубинського, у селі переважно проживали польськомовні римо-католики, меншою мірою — греко-католики, які також розмовляли польською.
У 1975—1998 роках село належало до Замойського воєводства.

## Демографія
Демографічна структура станом на 31 березня 2011 року:
|          | Загалом | Допрацездатний вік | Працездатний вік | Постпрацездатний вік |
| -------- | ------- | ------------------ | ---------------- | -------------------- |
| Чоловіки | 491     | 92                 | 344              | 55                   |
| Жінки    | 508     | 97                 | 305              | 106                  |
| Разом    | 999     | 189                | 649              | 161                  |